# Phyllanthus dictyospermus
Phyllanthus dictyospermus är en emblikaväxtart som beskrevs av Johannes Müller Argoviensis. Phyllanthus dictyospermus ingår i släktet Phyllanthus och familjen emblikaväxter. Inga underarter finns listade i Catalogue of Life.